# Старомонастырская
 Старомонастырская  — деревня в Лузском муниципальном округе Кировской области.

## География
Расположена на расстоянии менее 3 км по прямой на запад-северо-запад от районного центра города Луза на правобережье реки Луза.

## История
Известна с 1717 года как деревня с 2 дворами. В 1859 году здесь дворов 8 и жителей 63, в 1926 33 и 155, в 1950 22 и 47, в 1989 оставалось 2 постоянных жителя . До конца 2020 года находилась в составе Лузского городского поселения. Ныне имеет дачный характер.

## Население
Постоянное население не было учтено как в 2002 году, так и в 2010.